# Variační princip v kvantové mechanice
Variační princip slouží v různých vědních oblastech k hledání lokálních extrémů funkcionálů. V kvantové mechanice patří mezi nejdůležitější přibližné přístupy pro řešení Schrödingerovy rovnice.

## Odvození
Základní stav vlnové funkce každého systému je vlnová funkce, která poskytuje nejnižší možnou hodnotu energie.
Využijeme předpokladu, že díky sílám působícím například na elektrony jim můžeme přiřadit rozdělení s nejnižší možnou energií.
U variační metody pracujeme s námi zvolenou přibližnou vlnovou funkcí, kterou předpokládáme ve formě, která co nejpřesněji popisuje fyziku studovaného systému, abychom získali co nejnižší variační hodnotu energie .
Variační princip lze ale i využít pro excitované stavy .
Mějme hamiltonián {\displaystyle {\hat {H}}}, který je časově nezávislý, a jehož vlastní hodnota je větší nebo rovna energii základního stavu systému {\displaystyle E_{0}}.
Přibližná vlnová funkce {\displaystyle \phi } představuje libovolnou normalizovanou funkci souřadnic částic systému a lze tedy psát
| {\displaystyle \int \phi ^{\ast }{\hat {H}}\phi d\tau \geq E_{0}.} | \| \| \| \| \| \| \| \| | (1) |
|                                                                    |                         |     |
|                                                                    |                         |     |

Pro důkaz rovnosti (1) se Schrödingerovou rovnicí uvažujeme vlnovou funkci {\displaystyle \phi } ve vztahu k úplnému, ortonormálnímu souboru vlastních funkcí {\displaystyle {\hat {H}}} jako lineární kombinaci
| {\displaystyle \phi =\sum _{i}c_{i}\psi _{i}.} | \| \| \| \| \| \| \| \| | (2) |
|                                                |                         |     |
|                                                |                         |     |

Jelikož je {\displaystyle \phi } normovaná, pak pro koeficienty platí
| {\displaystyle \int \vert \phi \vert ^{2}d\tau =\int \sum _{i}c_{i}\psi _{i}\sum _{j}c_{j}\psi _{j}d\tau =\sum _{ij}c_{i}c_{j}\int \psi _{i}\psi _{j}d\tau =\sum _{ij}c_{i}c_{j}\delta _{ij}=\sum _{i}\vert c_{i}\vert ^{2}=1} | \| \| \| \| \| \| \| \| | (3) |
| |                         |     |
| |                         |     |

Nyní provedeme vyhodnocení energie spojené s vlnovou funkcí.
Vzhledem k podobnosti výpočtu s (3), kde je násobení i integrace uvedené, dostáváme
| {\displaystyle \int \phi ^{\ast }{\hat {H}}\phi d\tau =\sum _{i}\vert c_{i}\vert ^{2}E_{i}.} | \| \| \| \| \| \| \| \| | (4) |
|                                                                                              |                         |     |
|                                                                                              |                         |     |

Spojením rovnic (3) a (4) dostáváme ({\displaystyle E_{0}\leq E_{1}\leq E_{2}\leq \ldots }), a tudíž tyto energie budou rovny nebo větší než {\displaystyle E_{0}} podle rovnice (1).
Kdybychom uvažovali nenormalizovanou funkci {\displaystyle \phi } museli bychom ji vynásobit příslušným normalizačním faktorem {\displaystyle N}, a rovnice (1) by měla tvar
| {\displaystyle \vert N\vert ^{2}\int \phi ^{\ast }{\hat {H}}\phi d\tau \geq E_{0},} | \| \| \| \| \| \| \| \| | (5) |
|                                                                                     |                         |     |
|                                                                                     |                         |     |

kde pro {\displaystyle \vert N\vert ^{2}} platí
| {\displaystyle \vert N\vert ^{2}={\frac {1}{\int \phi ^{\ast }\phi d\tau }},} | \| \| \| \| \| \| \| \| | (6) |
|                                                                               |                         |     |
|                                                                               |                         |     |

a konečný vztah zapíšeme jako
| {\displaystyle {\frac {\int \phi ^{\ast }{\hat {H}}\phi d\tau }{\int \phi ^{\ast }\phi d\tau }}\geq E_{0}.} | \| \| \| \| \| \| \| \| | (7) |
| |                         |     |
| |                         |     |

Integrál v rovnici (1) nebo (7) označujeme jako variační integrál.
Rovnice (7) má mimořádně silné důsledky.
Pokud hledáme nejvhodnější vlnové funkce pro definování základního stavu systému, můžeme posoudit kvalitu vlnových funkcí, které si svévolně zvolíme podle jejich souvisejících energií tak, že ta, u které jsme získali nejnižší energii je ta nejvhodnější.
Tento důsledek je kritický, protože nám ukazuje, že nemusíme vytvářet přibližné vlnové funkce {\displaystyle \phi } jako lineární kombinaci (neznámé) ortonormální vlnové funkce {\displaystyle \psi _{i}}, ale můžeme ji konstruovat libovolným způsobem.
Kvalita našeho odhadu bude určena podle toho, jak nízkou hodnotu dostaneme pro integrál v rovnici (7).

### Lineární variační funkcionál
Zvláštní druh variační funkce, která je široce používaná při studiu molekul, je lineární variační funkce.
Lineární variační vlnová funkce je lineární kombinace {\displaystyle n} lineárně nezávislých funkcí {\displaystyle f_{1},f_{2},\ldots ,f_{n}}:
| {\displaystyle \phi =c_{1}f_{1}+c_{2}f_{2}+\ldots +c_{n}f_{n}=\sum _{i=1}^{n}c_{i}f_{i}.} | \| \| \| \| \| \| \| \| | (8) |
|                                                                                           |                         |     |
|                                                                                           |                         |     |

kde {\displaystyle \phi } je zkušební variační funkce a koeficienty {\displaystyle c_{i}} jsou rozvojové koeficienty, které mají být určeny minimalizací variačního integrálu.
Funkce {\displaystyle f_{i}} je sada známých funkcí, které se nazývají bázové funkce, a musí splňovat okrajové podmínky problému.
Budeme se omezovat na reálné funkce {\displaystyle \phi }, takže {\displaystyle c_{i}} a {\displaystyle f_{i}} jsou taktéž reálné .
Energie pro takto definovanou přibližnou vlnovou funkci je rovna
| {\displaystyle \epsilon ={\frac {\sum _{ij}c_{i}c_{j}\int f_{i}{\hat {H}}f_{j}d\tau }{\sum _{ij}c_{i}c_{j}\int f_{i}f_{j}d\tau }}\geq E_{0}.} | \| \| \| \| \| \| \| \| | (9) |
| |                         |     |
| |                         |     |

Pro zjednodušení zavedeme matici překryvu {\displaystyle {\textbf {S}}} a Hamiltonovu matici {\displaystyle {\textbf {H}}}, kde jednotlivé prvky matice jsou
| {\displaystyle S_{ij}=\int f_{i}f_{j}d\tau ,\quad {\mbox{a}}\quad H_{ij}=\int f_{i}{\hat {H}}f_{j}d\tau .} | \| \| \| \| \| \| \| \| | (10) |
| |                         |      |
| |                         |      |

Nyní minimalizujeme {\displaystyle \epsilon }, abychom se přiblížili co nejvíce základnímu stavu {\displaystyle E_{0}}.
Pro variační integrál tedy platí podmínka
| {\displaystyle {\frac {\partial \epsilon }{\partial c_{k}}}=0,\qquad k=1,2,\ldots ,n.} | \| \| \| \| \| \| \| \| | (11) |
|                                                                                        |                         |      |
|                                                                                        |                         |      |

Čímž dostaneme množinu {\displaystyle n} lineárních, homogenních rovnic
| {\displaystyle \sum _{i=1}^{n}c_{i}(H_{ki}-\epsilon S_{ki})=0,\qquad k=1,2,\ldots ,n,} | \| \| \| \| \| \| \| \| | (12) |
|                                                                                        |                         |      |
|                                                                                        |                         |      |

pro {\displaystyle n} neznámých rozvojových koeficientů {\displaystyle c_{1},c_{2},\ldots ,c_{n}}. Tyto rovnice nazýváme sekulární.
Abychom získali netriviální řešení těchto rovnic musí být determinant roven nule
| {\displaystyle \vert H_{ki}-\epsilon S_{ki}\vert =0,} | \| \| \| \| \| \| \| \| | (13) |
|                                                       |                         |      |
|                                                       |                         |      |

tento determinant označujeme jako sekulární determinant.
Sekulární determinant představuje algebraickou rovnici stupně {\displaystyle n} pro neznámou {\displaystyle \epsilon }.
Tato algebraická rovnice má {\displaystyle n} reálných kořenů.